# كاتلين ليتش
كاتلين ليتش (بالإنجليزية: Caitlin Leach)‏ (16 نوفمبر 1996 بنورتش في المملكة المتحدة - ) هي لاعبة كرة قدم بريطانية في مركز حراسة المرمى.

## وصلات خارجية
- كاتلين ليتش على موقع الاتحاد الدولي (مؤرشف)  (الإنجليزية)
- كاتلين ليتش على موقع الاتحاد الأوربي (الإنجليزية)
- كاتلين ليتش على موقع قاعدة بيانات كرة القدم.إي يو (الإنجليزية)